# Robert Delandre
Robert Delandre, né le 6 octobre 1879 à Elbeuf et mort le 2 juin 1961 à Paris, est un sculpteur français.

## Biographie
Robert Delandre est le fils du président du tribunal de commerce d'Elbeuf, Alfred Delandre. Il fait ses études au lycée Corneille à Rouen puis est l'élève d'Alexandre Falguière et de Denys Puech à l'école des beaux-arts de Paris.
Il reçoit des médailles d'argent et de bronze au Salon des artistes français. Il est nommé chevalier de la Légion d'honneur en 1930 et élu membre de l'Académie des sciences, belles-lettres et arts de Rouen en 1932. Il est vice-président des Normands de Paris et, en 1937, président de l'Association amicale de la Seine-Inférieure à Paris. Il est également membre correspondant de la Société libre d'émulation de la Seine-Inférieure. On lui doit nombre de monuments aux morts de la guerre de 1870.
Il habite 15 rue Bourg-l'Abbé à Rouen et 18 rue Ernest-Cresson à Paris dans les années 1930.

## Distinctions
- Officier de l'Instruction publique
- Chevalier de la Légion d'honneur (1930)

## Œuvres

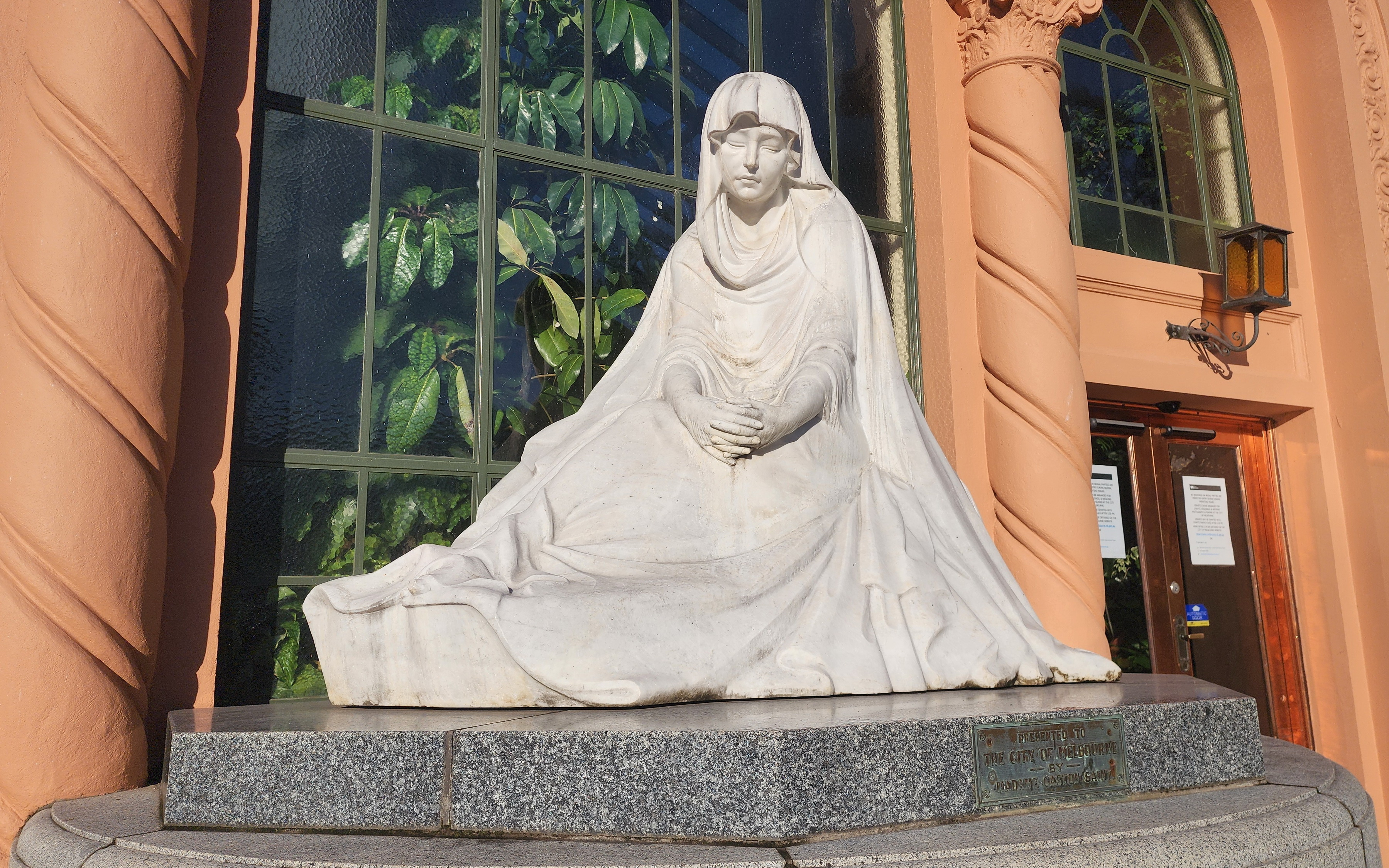
Statue of Meditation (Statue de méditation) en Conservatory, Fitzroy Gardens, Melbourne.

### Œuvres dans les collections publiques
En Algérie
- Saïda : À la gloire de la Légion étrangère

En Australie
- Melbourne, Fitzroy Gardens (en) : Méditation.

En France
- Barentin : Monument aux morts, vers 1920.
- Barenton-Bugny : Monument aux morts.
- Beaumont-en-Auge : Monument à Pierre Laplace, 1932, bronze[4].
- Beauvais : Monument au maréchal Foch, 1938[5].
- Belvès : Monument aux morts.
- Billom : Monument aux morts de l'École militaire.
- Bricquebec : Monument aux frères Aristide et Charles Frémine et à Le Véel, 1929[6].
- Caudebec-en-Caux : Monument à ceux du Latham 47, 1931.
- Ceaucé : médaillon d'Auguste Salles, 1941[7].
- Condé-sur-Noireau :
  - Dumont d'Urville, 1944, statue en pierre.
  - Monument à Charles Tellier, 1944, en pierre.
- Creuzier-le-Vieux : Monument aux morts.
- Cutry : Monument aux morts.
- Elbeuf :
  - cimetière Saint-Jean :
    - Monument aux morts de 1870, 1905, bronze[8] ;
    - La Douleur et l'Espérance, 1914, tombe de la famille Delandre.

  - église Saint-Jean : Monument aux morts de la paroisse, 1921.
  - musée d'Elbeuf :
    - Portrait en pied d'Henri Delandre, vers 1920, plâtre ;
    - Paul Desbois-Grard, vers 1920, buste en pierre ;
    - Victor Boucher, 1936, buste en plâtre ;
    - Normande, 1937, buste en plâtre ;
    - Sainte Geneviève protégeant Paris, 1940, plâtre ;
    - Autoportrait, vers 1940, plâtre ;
    - Un Frère de l'ordre de Saint-Jean-de-Dieu soignant des enfants malades, 1942, plâtre ;
    - Gustave Flaubert, vers 1950, buste en plâtre ;
    - André Maurois, 1954, maquette de la médaille frappée par la Monnaie de Paris ;
    - René Coty, 1957, buste en plâtre ;
    - La Normandie renaît à l'espérance, 1951, maquette en plâtre.
- Équemauville : Monument aux morts.
- Eu : Monument aux morts du collège, 1922.
- Fère-Champenoise : Monuments aux morts.
- Freneuse : Monument aux morts, 1920-1921.
- La Saussaye, cimetière : Monument aux morts, 1921[9].
- Le Grand-Quevilly : Monument à Césaire Levillain, 1961.
- Le Petit-Quevilly, école Joliot-Curie : sculptures[10].
- Neuf-Marché : Monument commémoratif du combat de la Rougemare et des Flamants, 1929[11].
- Oissel, jardins de l'hôtel de ville : Monument aux morts, 1921.
- Oissel, buste du Dr Joseph Cotoni, 1929[12] (copie en pierre du bronze fondu pendant la Seconde Guerre mondiale)
- Paris :
  - musée du quai Branly : Maquette pour le monument à l'amiral Dumont d'Urville, vers 1950, plâtre.
  - Palais de justice de Paris, Cour de cassation : Alexis Ballot-Beaupré, buste.
  - Salle Pleyel : plaque commémorative en bronze de Ginette Neveu, violoniste, 1950.
- Pont-de-l'Arche : Monument aux morts, 1922[13].
- Rebais : Monument aux morts.
- Rouen :
  - musée départemental des antiquités : Léon de Vesly, 1916, buste en plâtre.
  - square Verdrel : Monument à  Jean Revel.
  - cimetière monumental de Rouen : tombeau de la famille Gaston Saint[14].
- Sailly-lez-Cambrai : Monument aux morts.
- Saint-Aubin-lès-Elbeuf, cimetière : Monument aux morts, 1921.
- Saint-Étienne-du-Rouvray, place de la Libération : Monument aux morts, 1926.
- Saint-Hippolyte-du-Fort : Monument aux morts de l'école militaire préparatoire.
- Verdun : monument à la mémoire de Victor Schleiter, 1936[15].
- Villeneuve-sur-Bellot : Monument aux morts.
- La Voulte-sur-Rhône : monument à Louis Antériou, 1933

### Œuvres exposées au Salon
- Salon des artistes français de 1912 : Le Vent et la Feuille
- 24e exposition de la Société des artistes rouennais, 1933 : Monseigneur du Bois de La Villerabel, archevêque de Rouen